# HABP4
HABP4‏ (Hyaluronan binding protein 4) هوَ بروتين يُشَفر بواسطة جين HABP4 في الإنسان.